# Jysk Selskab for Historie
Jysk Selskab for Historie (forkortelse af Jysk Selskab for Historie, Sprog og Litteratur) var en forening for historikere og andre historieinteresserede, som stiftedes 8. marts 1932 ved sammenlægning af Det Jydske Historisk-Topografiske Selskab og det mindre kendte Jysk Forening for Historie og Sprog.
Selskabet nedlagdes 2010 for at indgå i Nyt Selskab for Historie.
Selskabet var hjemmehørende i Århus og dets formål var at fremme interessen for og studiet af historiske emner, bl.a. ved at udsende historiske skrifter.
Ledelsen bestod af et repræsentantskab og en bestyrelse.
I 2010 udfasedes selskabets tidsskrifter Historie (udgivet halvårligt) og Nyt fra Historien, ligesom Den jyske Historiker (udgivet siden 1969 af Institut for Historie på Aarhus Universitet), for at fusionere til temp - tidsskrift for historie, som i stedet udgives af det nydannede Nyt Selskab for Historie.

## Udgivelser
- (Samlinger til Jydsk Historie og Topografi (1866-1931), udgivet af Det Jydske Historisk-Topografiske Selskab)
- Jyske Samlinger (1932-1965)
- Historie. Jyske Samlinger (1966-1999)
- Historie (2000-2009)
- Nyt fra Historien (ukendt år-2009)
- ('temp - tidsskrift for historie', udgivet fra 2010 af Nyt Selskab for Historie)